# Gads Hill Place
 (décembre 2021).
Si vous disposez d'ouvrages ou d'articles de référence ou si vous connaissez des sites web de qualité traitant du thème abordé ici, merci de compléter l'article en donnant les références utiles à sa vérifiabilité et en les liant à la section « Notes et références ».
Gads Hill Place à Higham (Kent), parfois orthographié Gadshill Place et Gad's Hill Place, était la maison de campagne de Charles Dickens, l'auteur britannique le plus célèbre de l'ère victorienne. Aujourd'hui, le bâtiment abrite l'école indépendante Gad's Hill School.
La maison a été construite en 1780 pour un ancien maire de Rochester, Thomas Stephens, en face de l'actuel Sir John Falstaff Public House[réf. souhaitée]. C'est à Gad's Hill que Falstaff commet le vol qui marque le début de la trilogie des Henriades de Shakespeare (Henry IV, 1ère partie, Henry IV, 2ème partie et Les Joyeuses Commères de Windsor)[réf. souhaitée].